# NGC 6022
NGC 6022 ist eine 14,7 mag helle Balkenspiralgalaxie mit aktivem Galaxienkern vom Hubble-Typ SBbc im Sternbild Schlange und etwa 479 Millionen Lichtjahre von der Milchstraße entfernt.
Sie wurde am 19. Mai 1881 von Édouard Stephan entdeckt.